# Król Rzymian
Król Rzymian (łac. Rex Romanorum), tłumaczony też błędnie na: król Rzymski – tytuł monarszy władców Niemiec nadawany im po wyborze na tron Świętego Cesarstwa Rzymskiego i koronacji dokonywanej zwykle w Akwizgranie, a przed koronacją cesarską w Rzymie, której to co do zasady dokonywał papież.

## Historia tytułu
W 962 król niemiecki Otton I Wielki, uważający się za naturalnego dziedzica wschodniofrankijskich Karolingów, opanował Włochy, po czym koronował się zarówno na króla Włoch, jak i cesarza, choć nie używał epitetu rzymski, który przywrócił dopiero jego syn i następca - Otton II. Od tego momentu większość władców niemieckich używała jednocześnie tytułów króla niemieckiego po objęciu tronu i cesarza rzymskiego, po koronacji przez papieża w Rzymie. Od XI wieku zaczęto stosować wymiennie określenia król niemiecki i król Rzymian. Ten drugi stał się z czasem jedynym oficjalnym tytułem królewskim w państwie niemieckim. Dodanie do tytulatury przymiotnika rzymski wyrażało potwierdzenie prawa władcy Niemiec do korony cesarskiej oraz dążenie do zjednoczenia wszystkich krajów łacińskiego chrześcijaństwa pod swoim zwierzchnictwem. Wyraźnie rozróżniane godności: cesarska i królewska  były więc ze sobą związane, ale nie tożsame. Władca niemiecki po elekcji i koronacji na króla (zwykle w Akwizgranie) tytułował się rex Romanorum, czyli „król Rzymian”. 
Po 1508 (we wcześniejszym okresie zdarzało się to sporadycznie) przyjęto iż tytuł królewski przysługiwał osobie wybranej na elekcji za życia panującego monarchy (vivente imperatore – za życia cesarza) i był jego formalnym koregentem w randze królewskiej. Po śmierci cesarza natomiast przejmował automatycznie jego godność. Praktykę elekcji vivente stosowano, aby szanując reguły monarchii elekcyjnej zapewnić dziedziczenie tronu w ramach własnej dynastii.
Więcej na temat rozróżnienia tytułu królewskiego i cesarskiego zobacz - Cesarz rzymski (Święte Cesarstwo Rzymskie)